# Albert-Schweitzer-Straße 28 (Quedlinburg)

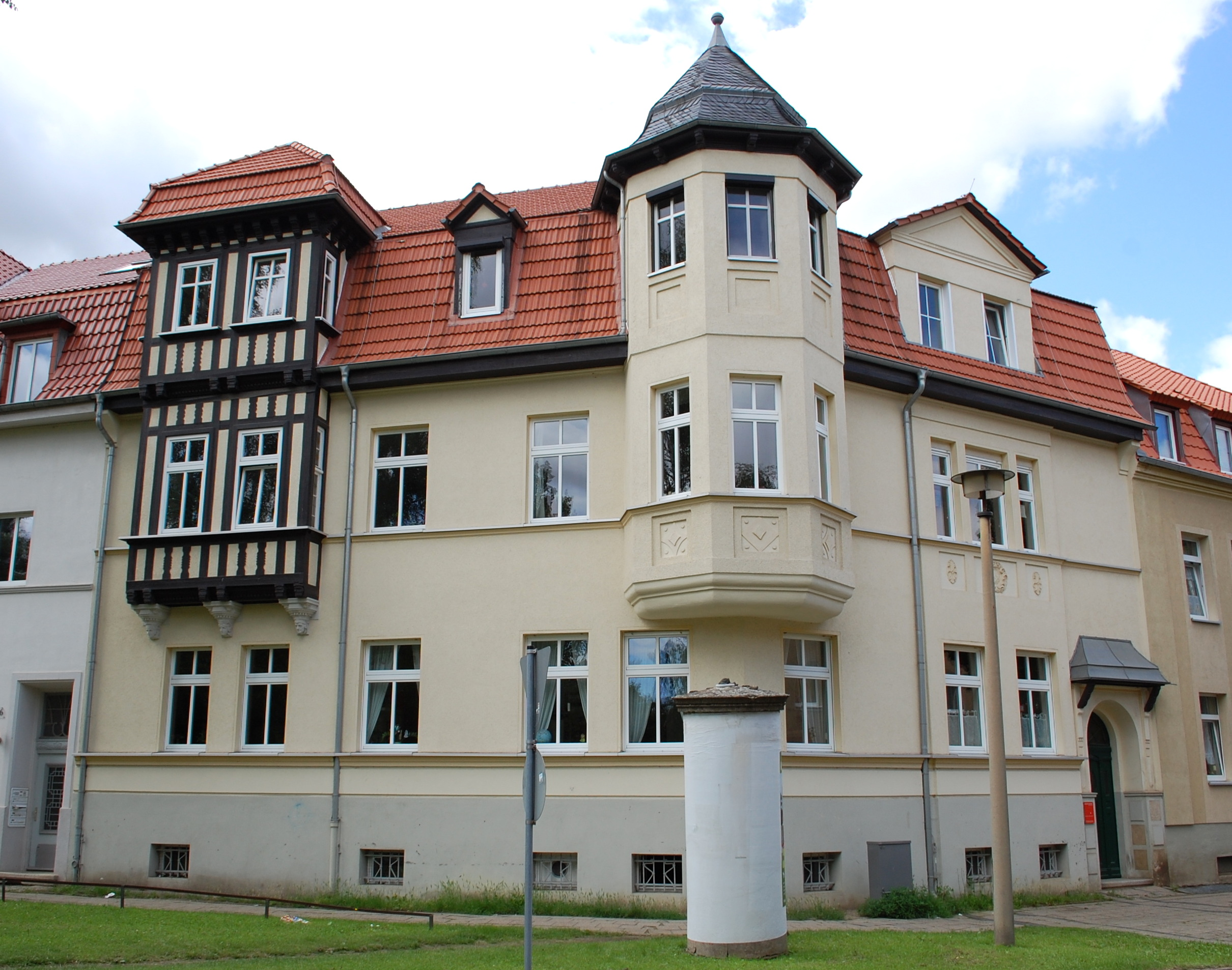
Albert-Schweitzer-Straße 28

Das Haus Albert-Schweitzer-Straße 28 ist ein denkmalgeschütztes Gebäude in der Stadt Quedlinburg in Sachsen-Anhalt.

## Lage
Es befindet sich südlich der historischen Altstadt Quedlinburgs im Stadtteil Süderstadt in einer Ecksituation. Das Gebäude ist im Quedlinburger Denkmalverzeichnis eingetragen.

## Architektur und Geschichte
Das Mietshaus entstand in der Zeit um 1915. Die Fassade ist reich mit Konsolen in Form von Köpfen und Erkern versehen. Darüber hinaus bestehen Putzdekorationen.